# Luci Catili Sever
Luci Catili Sever (nom complet: Luci Catili Sever Julià Claudi Regí; en llatí: Lucius Catilius Severus Iulianus Claudius Reginus) va ser un senador romà del començament del segle ii, cònsol sufecte el 110 i epònim el 120 sota els regnes de Trajà i Hadrià. Fou prefecte de Roma al final del regnat d'aquest darrer i per un temps esperava succeir a Hadrià

## Biografia

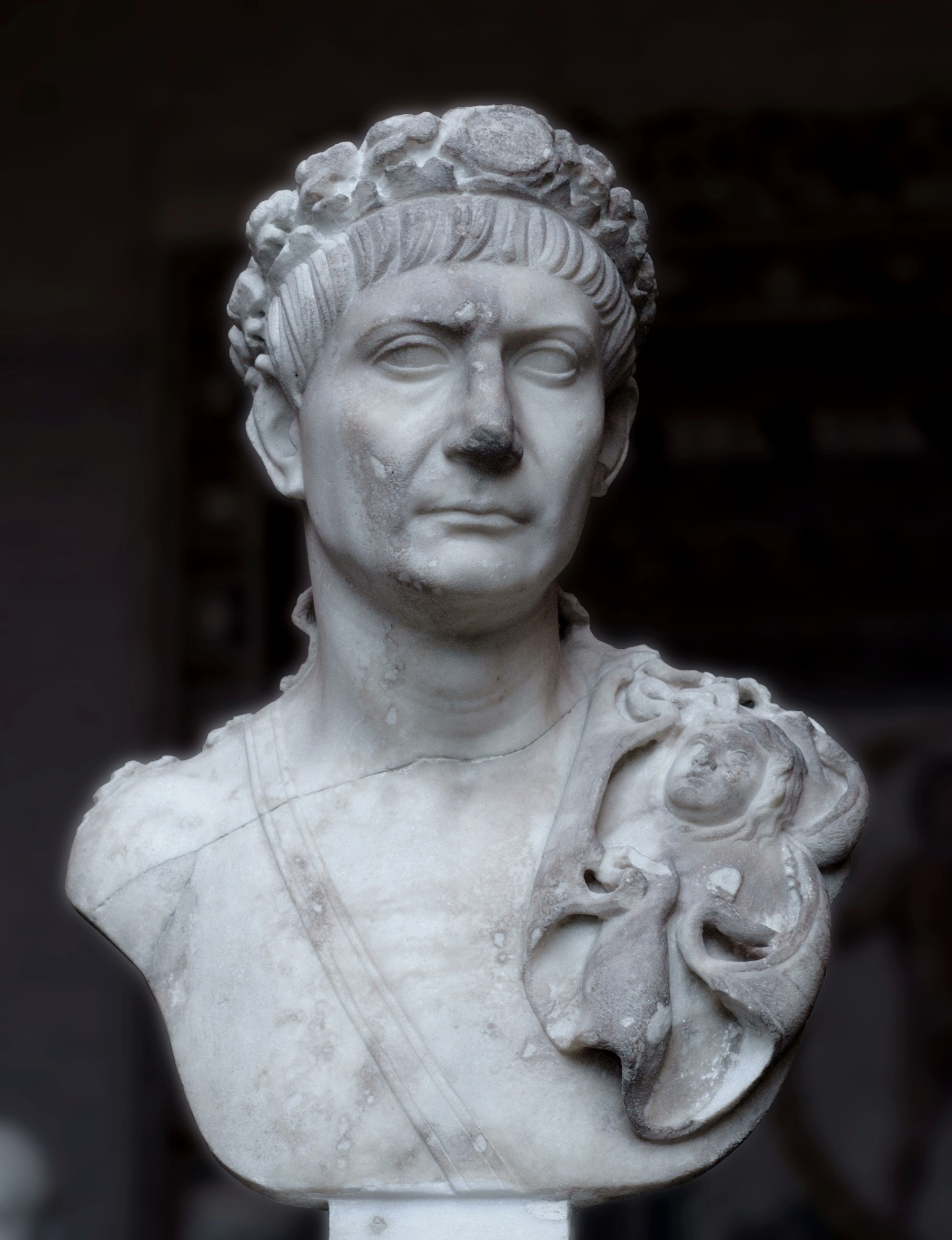
L'emperador Trajà (98 a 117).

Era potser procedent d'Apamea, a Síria o més probablement de Bitínia. El seu començament de carrera sembla mostrar que és un homo novus.
Comença la seva carrera senatorial en tant que qüestor a Àsia; a continuació fou probablement tribú de la plebs abans d'esdevenir pretor urbà, probablement el 99 o 100.
Fou a continuació, en un ordre o en un altre, praefectura frumenti danai, és a dir encarregat de distribucions de blat, i llegat del proconsul d'Àsia, cap al 101/103. Va continuar amb una curatela de les vies i a continuació esdevingué llegat de la legio XXII Primigenia, cap al 104. Ocupa a continuació dues prefectures financeres, a l'ærarium militare durant tres anys, probablement entre 105 i 107, a continuació la de Saturn, cap a 108 a 110.
Esdevingué cònsol sufecte l'any 110. Fou membre del col·legi dels Septemviri epulonum i fou sodales Augustales sota Trajà i a continuació sota Hadrià.
Després de les conquestes de Trajà i de l'annexió del regne d'Armènia a la província de Capadòcia el 114, fou nomenat procurador encarregat de l'administració fiscal del nou districte. Armènia fou a continuació erigida en província l'any 114/115 i n'esdevingué el primer i únic governador, que va governar en comú amb la província de Capadòcia. Rebé condecoracions militars de l'emperador. Fou governador de les dues províncies fins que la situació esdevingué incontrolable l'any 116/117.

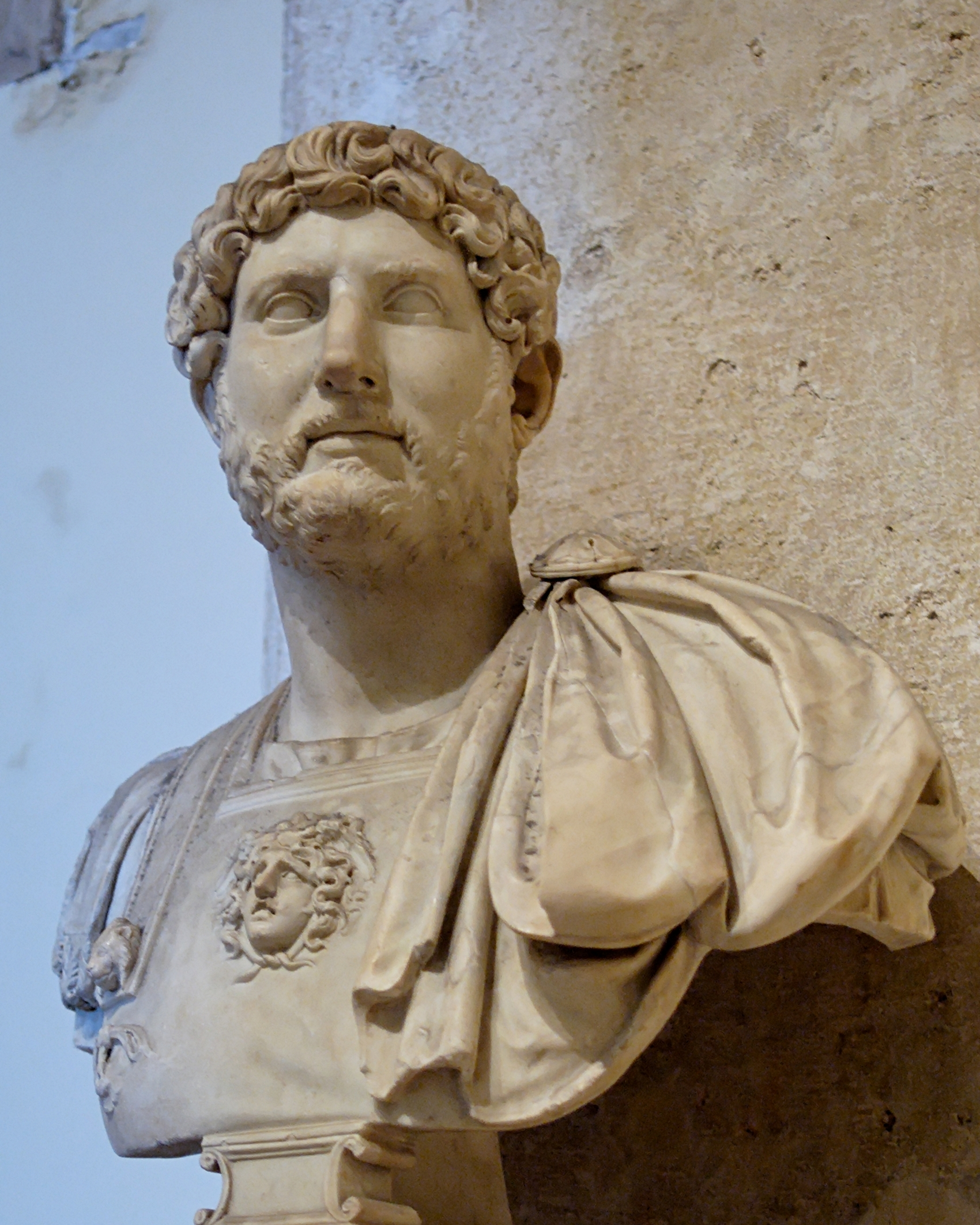
L'emperador Hadrià (117 a 138)

El 117, Hadrià va succeir a Trajà, quan el nou emperador era governador de Síria i cap de l'exèrcit d'Orient. Hadrià va abandonar Antioquia cap a Roma i va confiar el govern de Síria a Catili Sever. Fou probablement un dels que va aprovar la nova política pacifista d'Hadrià i un dels més pròxims a l'emperador. Fou encarregat de reorganitzar la província com a resultat de l'abandó de les conquestes orientals de Trajà. Tracta amb Vologés I d'Armènia i el confirma sobre el restaurat tron d'Armènia. Va restar llegat d'August propretor de la província fins al 119.
Fou a continuació cònsol epònim l'any 120, al costat de Titus Aurelius Fulvus Antoninus, el futur emperador Antoní Pius. Fou procònsol d'Àfrica cap a 125,.
Al final del regnat d'Hadrià, el 137/138, era prefecte de Roma,. Al morir l'hereu Luci Aureli Ver Cèsar (Lucius Aelius Caesar) l'1 de gener del 138, Catili Sever esperava ser adoptat per Hadrià i succeir-lo, però l'emperador va escollir el futur Antoní Pius. Catili Sever va desaprovar llavors públicament aquesta tria i va caure en desgràcia; Hadrià li va retirar la seva prefectura. Catili Sever esperava esdevenir l'hereu d'Hadrià per preparar el terreny al jove Marc Aureli, el seu protegit, llavors de 16 anys. El mateix tenia probablement prop de 70 anys.

## Família i relacions
Fou un amic i corresponent de Plini el Jove, que el va convidar a un sopar cap a 100/103.

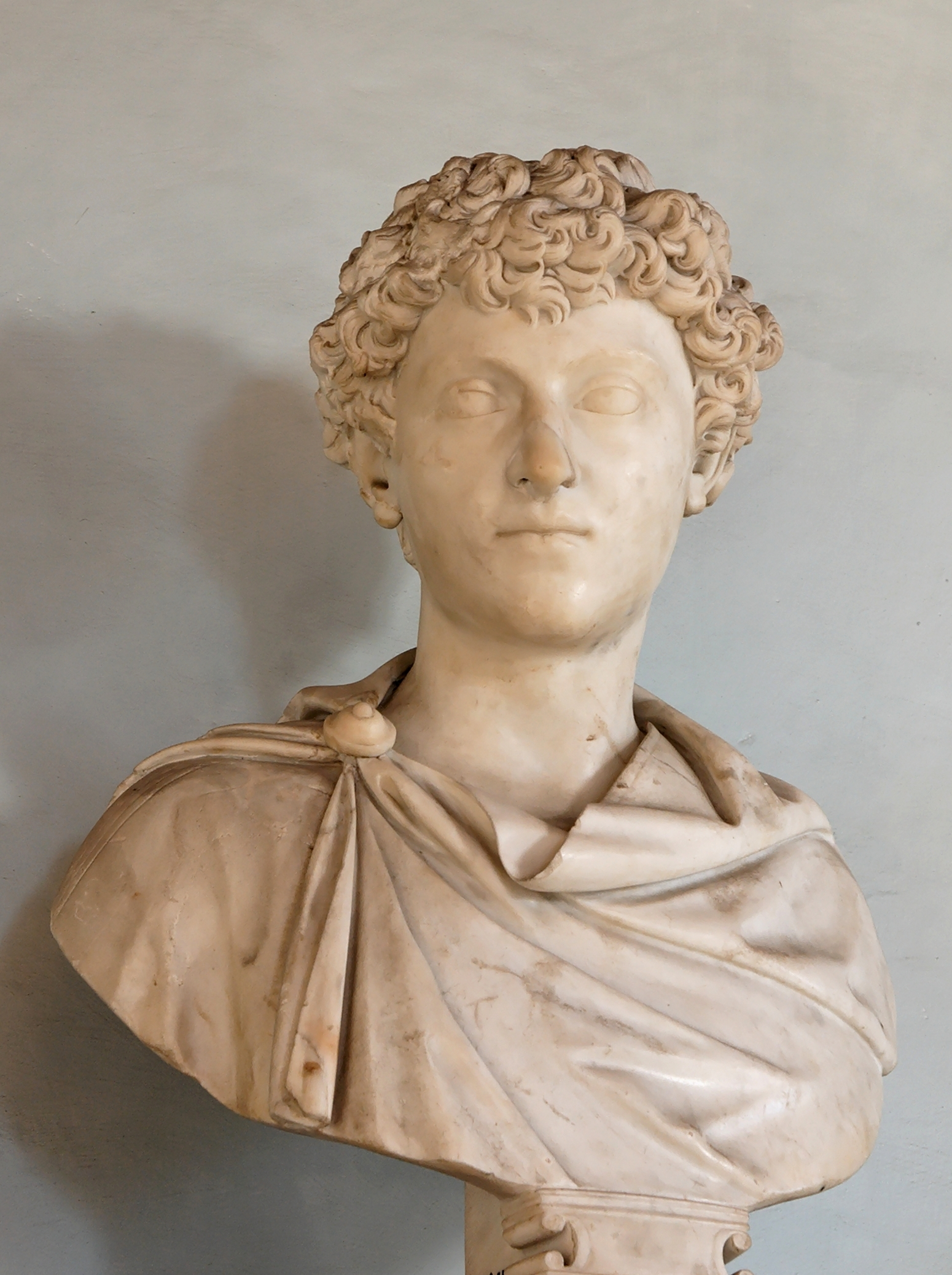
Marc Aureli adolescent.

Va participar en l'educació del futur Marc Aureli, al costat de Marcus Annius Verus, triple consular, avi patern i a continuació pare adoptiu de Marc Aureli. Sever fou llavors descrit com el « besavi matern », és doncs probablement el sogre de Domitia Lucilla Maior, filla natural de Cnaeus Domitius Curvius Lucanus i adoptiva del seu germà Tullus. Al seu naixement, Marc Aureli porta el nom de Marcus Annius Catilius Severus, heretat del seu « besavi maternal », nom que va modificar en el moment de la seva primera adopció.
Així, Catili Sever s'hauria casat amb Curtilia Mancia, la vídua de Lucanus mort en els anys 90, la qual era d'una família senatorial italiana, i filla del consular Titus Curtilius Mancia, sufecte el 55,.
En els seus Pensaments per mi mateix, Marc Aureli agraeix a Catili Sever per no haver-li fet freqüentar les escoles públiques i d'haver pogut aprofitar així les lliçons d'excel·lents mestres privats,.